# Ea Sô
Ea Sô là một xã thuộc huyện Ea Kar, tỉnh Đắk Lắk, Việt Nam.

## Địa lý
Xã Ea Sô nằm ở phía đông bắc huyện Ea Kar, có vị trí địa lý:
- Phía bắc giáp tỉnh Gia Lai
- Phía đông giáp tỉnh Phú Yên và huyện M'Drắk
- Phía tây giáp xã Ea Sar và huyện Krông Năng
- Phía nam giáp xã Ea Tih và thị trấn Ea Knốp.

Theo thống kê năm 2019, xã Ea Sô có diện tích 321,07 km², dân số là 4.300 người, mật độ dân số đạt 13 người/km².
Là một xã vùng sâu vùng xa còn nhiều khó khăn nhưng Ea Sô cũng có một số tiềm năng và lợi thế như: diện tích đất rộng và đặc biệt là hơn 24.000 ha rừng thuộc khu Bảo tồn thiên nhiên Ea Sô.

### Địa hình
Địa hình của xã thấp dần từ tây bắc xuống Đông Nam, chủ yếu là đồi núi (chiếm 4/5 tổng diện tích tự nhiên). Có hai dạng chính: địa hình bằng lượn sóng và địa hình núi.

### Đất đai
Theo tài liệu điều tra đất của Viện Quy hoạch và Thiết kế Nông nghiệp xây dựng năm 1978 và các tài liệu khác, xã Ea Sô có 3 nhóm đất chính là nhóm đất đỏ vàng, nhóm đất xám và nhóm đất sông suối, ao hồ.

### Khí hậu
Xã Ea Sô chịu sự chi phối bởi hai kiểu khí hậu đặc trưng là: khí hậu nhiệt đới cáo nguyên Đông Trường Sơn và Tây Trường Sơn.

### Thủy văn
- Nước mặt: có nhiều sông, suối lớn như: sông Krông Năng, suối Ea Dah,...
- Nước ngầm: độ sâu 15 -120m, trữ lượng không cao.

### Tài nguyên rừng
Diện tích hiện có là 24.656 ha, tỷ lệ che phủ 86,25%, chủ yếu là rừng tự nhiên đặc dụng thuộc khu Bảo tồn thiên nhiên Ea Sô. Đây là nguồn tài nguyên rất quan trọng của xã.

### Tài nguyên nhân văn
Hiện xã có 11 dân tộc gồm: Kinh, Tày, Nùng, Mường, Ê Đê, Gia Rai, H Mông, Dao, Cao Lan (Sán Chay), Thái, Sán Dìu.

### Tài nguyên khoáng sản
Chủ yếu là cát tại các sông, suối. Hiện UBND tỉnh đang có chủ trương cho thăm dò khai thác quặng Fenspat tại buôn Ea Brah.

## Lịch sử
Năm 1993, thành lập xã Ea Sô trên cơ sở một phần diện tích và dân số của xã Ea Đar.
Xã có diện tích tự nhiên 32.107 ha, được thành lập theo Nghị định 137/2007/NĐ-CP ngày 27/8/2007.

## Hành chính
Xã Ea Sô được chia thành 10 thôn, buôn.